# Садиров, Анзур Умамудинович
Анзу́р Умамуди́нович Сади́ров (род. 4 октября 1978, Усухчай, Дагестанская АССР) — российский футболист и футбольный тренер. Старший брат футболиста Артура Садирова.

## Клубная карьера
Профессиональную карьеру начал в 1996 году в клубе «Анжи-2», в составе которого играл до 1997 года, проведя за это время 69 матчей и забив 3 мяча. В 1998 году перешёл в махачкалинское «Динамо», за которое играл на протяжении 9 сезонов, до 2006 года, всего провёл за этот период 332 матча, в которых забил 53 мяча в ворота соперников. С 2007 до середины 2008 года выступал в составе клуба «Балтика», сыграв за это время 55 матчей и забив 7 голов, после чего, 4 августа 2008 года был отзаявлен из команды. Оставшуюся часть сезона провёл в брянском «Динамо», сыграл в 18-ти матчах команды. В 2009 году перешёл в астраханский «Волгарь-Газпром-2», в составе которого дебютировал 28 марта в выездном матче во Владикавказе против местной «Алании», Анзур в этой встрече отметился голом, однако, его команда в итоге уступила со счётом 1:3. Всего провёл в том сезоне в первенстве 31 матч, забил 4 гола. Кроме того, сыграл 2 встречи в Кубке России. В начале 2010 года перешёл в воронежский «Факел», в состав которого был официально заявлен 14 апреля. Выставлен клубом на трансфер по причине скандала в матче с клубом «Металлург-Оскол». 27 июля 2011 года вместе с Алияром Исмаиловым был отзаявлен новокубанским «Биологом».

## Тренерская карьера
После окончания футбольной карьеры работал тренером в футбольной академии «Анжи». 6 января 2017 года вошёл в тренерский штаб Александра Григоряна в основной команде. 17 августа 2017 года возглавил «Анжи-2». 24 июля 2018 года назначен главным тренером клуба «Легион-Динамо».
В июне 2022 года пополнил тренерский штаб «Чайки», став помощником Андрея Черенкова. 1 сентября 2022 года был назначен исполняющим обязанности главного тренера, а с 1 октября 2022 года утвержден в этой должности. 18 ноября 2022 года покинул клуб.

## Тренерская статистика
По состоянию на 16 сентября 2018 года.
| Команда       | Страна | Начало работы   | Завершение работы | Показатели | Показатели | Показатели | Показатели | Показатели | Показатели | Показатели | Показатели |
| Команда       | Страна | Начало работы   | Завершение работы | М          | В          | Н          | П          | МЗ         | МП         | РМ         | % побед    |
| ------------- | ------ | --------------- | ----------------- | ---------- | ---------- | ---------- | ---------- | ---------- | ---------- | ---------- | ---------- |
| Анжи-2        | Россия | 17 августа 2017 | 27 мая 2018       | 29         | 5          | 6          | 18         | 23         | 49         | -26        | 17,24      |
| Легион-Динамо | Россия | 24 июля 2018    |                   | 9          | 2          | 3          | 4          | 13         | 14         | -1         | 22,22      |
| Итого         | Итого  | Итого           | Итого             | 38         | 7          | 9          | 22         | 36         | 63         | −27        | 18,42      |